# Stigmacros reticulata
Stigmacros reticulata är en myrart som beskrevs av Clark 1930. Stigmacros reticulata ingår i släktet Stigmacros och familjen myror. Inga underarter finns listade i Catalogue of Life.